# ستوچتسه
ستوچتسه (به لهستانی:  Studźce) یک روستا در لهستان است که در گمینا مارگونگن واقع شده‌است.